# Помогите, мой подросток меня ненавидит!
«Помогите, мой подросток меня ненавидит!» (англ. Help, My Teenager Hates Me!) — пятый эпизод двадцать пятого сезона американского мультсериала «Южный Парк». Премьера эпизода состоялась на Comedy Central в США 9 марта 2022 года. 

## Сюжет
Кайл Брофловски взволнованно умоляет своего отца Джеральда позволить ему купить пистолет для страйкбола , так как он хочет поиграть со своими друзьями Стэном Маршем , Эриком Картманом и Кенни Маккормиком , которые уже купили свое снаряжение. Сотрудник магазина страйкбола предупреждает Джеральда, что в основном подростки любят играть в эту игру. Когда друзья прибывает на поле для страйкбола, они обнаруживают группу подростков, желающих играть, но отказывающихся играть против детей младшего возраста, поэтому полевой менеджер делит команды на две группы: Кайл и Стэн играют с одной группой подростков, а Картман и Кенни с другой группой подростков. Всем нравится играть в эту игру вместе, и когда дети идут домой, они говорят, что «теперь у всех есть подростки». В дом Кайла приходит подросток Тревор, сразу же просит еды, а затем хочет, чтобы его оставили в покое. Стэну звонит другой подросток, который не умеет готовить лапшу быстрого приготовления, в то время как другой подросток входит в дом Картмана, требуя воспользоваться ванной, в которую берёт с собой лосьон. Когда Кайл встречает Кенни у себя дома, чтобы обсудить свои проблемы с подростками, Кенни рассказывает, что в его доме находится подросток, который жалуется на свои прыщи. Кайл понимает, что подростки — это то, с чем они никогда раньше не сталкивались.
Кенни и Стэн пытаются сыграть еще одну игру в страйкбол со своими подростками, но Картман и Кайл не могут присоединиться к ним, поскольку их подростки требуют, чтобы их отвели в магазин, однако в магазине подростки вялые и грустные, а также желают поскорее вернуться домой. Ночью подросток Стэна звонит ему, чтобы отчитать за использование слова «гей» во время их страйкбольной битвы, а затем впадает в депрессию, намеренно обжигая руку зажигалкой . Пока дети обсуждают друг с другом свои взаимные проблемы, Кайл показывает купленную им книгу под названием «Помогите, мой подросток ненавидит меня!», которая предлагает взять своих подростков в поход. Когда дети это делают, подростки продолжают свое общее недомогание. Кайл с грустью говорит своему отцу, что он больше не хочет играть в страйкбол, так как он больше не может быть с подростками, но им больше не с кем играть. Джеральд предлагает детям вместо этого поиграть со своими отцами. Джеральд ведет Рэнди Марша и Стюарта Маккормика в магазин с оборудованием для страйкбола и использует свою платиновую карту American Express для покупки различного страйкбольного оружия. На полигоне страйкбола дети и подростки бросают вызов друг другу в последней битве, в которой проигравшая команда больше никогда не сможет играть на полигоне для страйкбола. Как только ставка сделана, прибывают Джеральд, Рэнди и Стюарт. Они говорят Картману, что взяли с собой еще одного игрока, Джимбо, дядю Стэна. Подростки находятся на пороге поражения и начинают прятаться, когда Рэнди ставит банку с марихуаной «Tegridy Farm: Vaccination Special» на коробку и открывает её, чтобы выманить подростков из укрытий; когда подростки подходят к банке, Рэнди бросает в них гранату для страйкбола и сбивает их всех сразу. Когда мальчики и взрослые направляются к дому Эрика за хот-догами, Рэнди направляет свою винтовку на детей, спрашивая других взрослых, не следует ли ему «взять их сейчас же», но Джеральд останавливает его, говоря, что у них еще есть несколько лет до того, как дети «превратятся в монстров».

## Отзывы
Дэн Кэффри из The A.V. Club поставил эпизоду оценку «C+» , назвав его «разочаровывающе однозначным» и заявив в своем обзоре, что «проблема в том, что непрекращающаяся апатия и разочарование подростков становится скучно смотреть. В то время как Трей Паркер и Мэтт Стоун , несомненно, говорят о реальных проблемах, с которыми может столкнуться воспитание подростка — эгоизм, вялость, раздражительность — прямолинейное поведение кажется неуместным в сериале вроде «Южного парка». Он также отметил, что финальная сцена боя в страйкболе показала «дерганые движения камеры, напоминающие грубые военные фильмы, такие как «Спасти рядового Райана», «Падение Черного ястреба» и т.п.
Макс Ночерино из Future of the Force поставил эпизоду оценку «B+», а веб-сайт присвоил эпизоду четыре звезды из пяти. Ночерино закончил свой обзор, заявив: «Этот эпизод был чрезвычайно забавным, с тонким юмором. Это не было грубым оскорблением, брошенным в ваше лицо. Он просто преувеличивал очень распространенный образ американской жизни. Подростки „ненавидят“ своих родителей, а родители не знают, как до них достучаться. Я получил удовольствие от просмотра и несколько раз громко смеялся, что является хорошим знаком (по крайней мере, для меня)».